# Планински игличави пацов
Планински игличави пацов (лат. Maxomys alticola, енгл. Mountain spiny rat) је врста глодара из породице мишева (лат. Muridae). 

## Распрострањење
Малезијска држава Сабах на острву Борнео је једино познато природно станиште врсте.

## Станиште
Планински игличави пацов има станиште на копну.

## Угроженост
Ова врста није угрожена, и наведена је као последња брига јер има широко распрострањење.

### Популациони тренд
Популација ове врсте је стабилна, судећи по доступним подацима.